# Slušnost
Slušnost, též zdvořilost, správné chování či ctnostné chování (lat. decentia) je morální kvalita, určená často nepsanými pravidly, jaké je vhodné společenské chování. Osoba, která tato pravidla porušuje, může být společností odsouzena nebo odmítnuta. Každá kultura má své normy, které formy chování lze považovat za slušné, a proto se standardy slušnosti liší po celém světě.

## Slušnost v sociologii
V sociologii slušnost je měřítkem etických a morálních požadavků a očekávání dobrého nebo správného chování. Slušnost je závislá na formách vztahů a způsobu života lidské společnosti.

## Kulturní souvislosti
Řada zemí má zákony proti neslušnosti (obscénnosti), které regulují určité sexuální činy a omezují možnost veřejně ukazovat některé části lidského těla. Očekává se, že kdo žije v určité kultuře, je obeznámen s tím, co je považováno za slušné. V některých zemích je například neslušné, aby ženy mohly veřejně ukazovat svou tvář nebo vlasy. V jiných zemích je zdvořilé krkat při jídle. V některých zemích je slušné jíst prsty, zatímco v jiných zemích, je to považováno za velmi neslušné. V mnoha zemích se považuje za neslušné dokonce vzdorovat vůli hlavy rodiny. Pokud se tak děje, je to ostudná záležitost nejen pro toho, kdo vzdoruje této vůli, ale i pro celou rodinu.
Pokud se někdo nechce chovat slušně (podle zažitých společenských norem) riskuje opovržení společností, výsměch či případné sociální vyloučení nebo i tělesné tresty. Většina lidí se bezprostředně stydí za porušení normy slušnosti. Někteří však jsou schopni se statečně vzpírat zažitým normám a jsou odhodláni případně nést následky za jejich porušení.

## Slušnost z katolického pohledu
Z pohledu katolické víry patří slušnost mezi jednu z ctností. Mezi ctnosti patří například spravedlnost, úcta k Bohu a rodičům a další. Ctnosti považuje církev za protipól hříchů (viz též Sedm ctností).